# 小行星4908
小行星4908（英語：4908 Ward）是一颗围绕太阳公转的小行星。1933年9月17日，F. Rigaux在于克勒发现了此天体。
这颗小行星的绝对星等为165.7135409596219等。